# Iguatemi S/A
Iguatemi é uma empresa brasileira de planejamento, desenvolvimento e administração de shopping centers. É uma das maiores empresas full service no ramo de shopping centers do Brasil. 
A Iguatemi detém participação em 16 shoppings centers, 2 premium outlets e 3 torres comerciais que totalizam 657 mil m² de área bruta locável (ABL), espaço que é utilizado por 3.004 lojas, que recebem aproximadamente 10 milhões de consumidores por mês.
A empresa é controlada pelo Grupo Jereissati nos segmentos de shopping centers e outlets.
O Iguatemi possui uma divisão especializada em incubar a entrada de novos players de luxo no mercado brasileiro chamada iRetail. Este time trouxe e alavancou as iniciativas estratégicas de marcas como Christian Louboutin, Goyard, Diane von Fürstenberg e Polo Ralph Lauren.

## Histórico
Em maio de 1979, foi fundada a Iguatemi Empresa de Shopping Centers. No mesmo ano, a Iguatemi Empresa comprou a Construtora Alfredo Matias, uma das donas do Iguatemi São Paulo, o shopping mais antigo do Brasil. Em maio de 1980, a Iguatemi abriu o shopping Iguatemi Campinas, no interior do estado de São Paulo, em 2 de abril de 1982 era inaugurado o Iguatemi Fortaleza, e em 1983, foi inaugurado o Iguatemi Porto Alegre.
A expansão da Iguatemi ocorreu na década de 90 com a abertura dos shoppings Praia de Belas, em 1991, segundo empreendimento em Porto Alegre, Market Place, em 1995, segundo shopping center da empresa na cidade de São Paulo, o Iguatemi Rio, em 1996, primeiro shopping da empresa no Rio de Janeiro, vendido em 2012 para a Ancar Ivanhoe e o Iguatemi São Carlos, em 1997. O Iguatemi Florianópolis foi inaugurado em 2007, mesmo ano que companhia abriu capital na Bolsa de Valores de São Paulo (BOVESPA). Nos anos seguintes, a empresa inaugurou o Iguatemi Alphaville, em 2011, o JK Iguatemi, em 2012, o Iguatemi Ribeirão Preto, em 2013, o Iguatemi Esplanada, também em 2013 e o Iguatemi Rio Preto, em 2014. O JK Iguatemi, inaugurado em junho de 2012, foi uma sociedade entre a Iguatemi Empresa de Shopping Centers e a WTorre Empreendimentos Imobiliários. O JK Iguatemi abriu as primeiras lojas das marcas GAP, Miu Miu, Hermès e Sephora no Brasil. Em março de 2014, a WTorre vendeu sua participação no empreendimento para a Iguatemi e o Fundo TIAA-CREF. A Iguatemi detém 64% e o fundo 36% do shopping JK Iguatemi.
No ano de 2013, o Iguatemi iniciou no setor de premium outlets com a compra de 41% do Platinum Outlet, em Novo Hamburgo. A companhia  anunciou a construção de mais dois outlets, um em Nova Lima e outro em Tijucas. No mesmo ano a Iguatemi tornou-se responsável pela administração do Shopping Pátio Higienópolis.
Em 2014, a Iguatemi foi eleita pela sétima vez consecutiva no ranking realizado pela Brand Analytics, como umas das 50 marcas mais valiosas do Brasil. A companhia conquistou o título de 22ª marca mais valiosa.

## Shoppings da empresa

### São Paulo

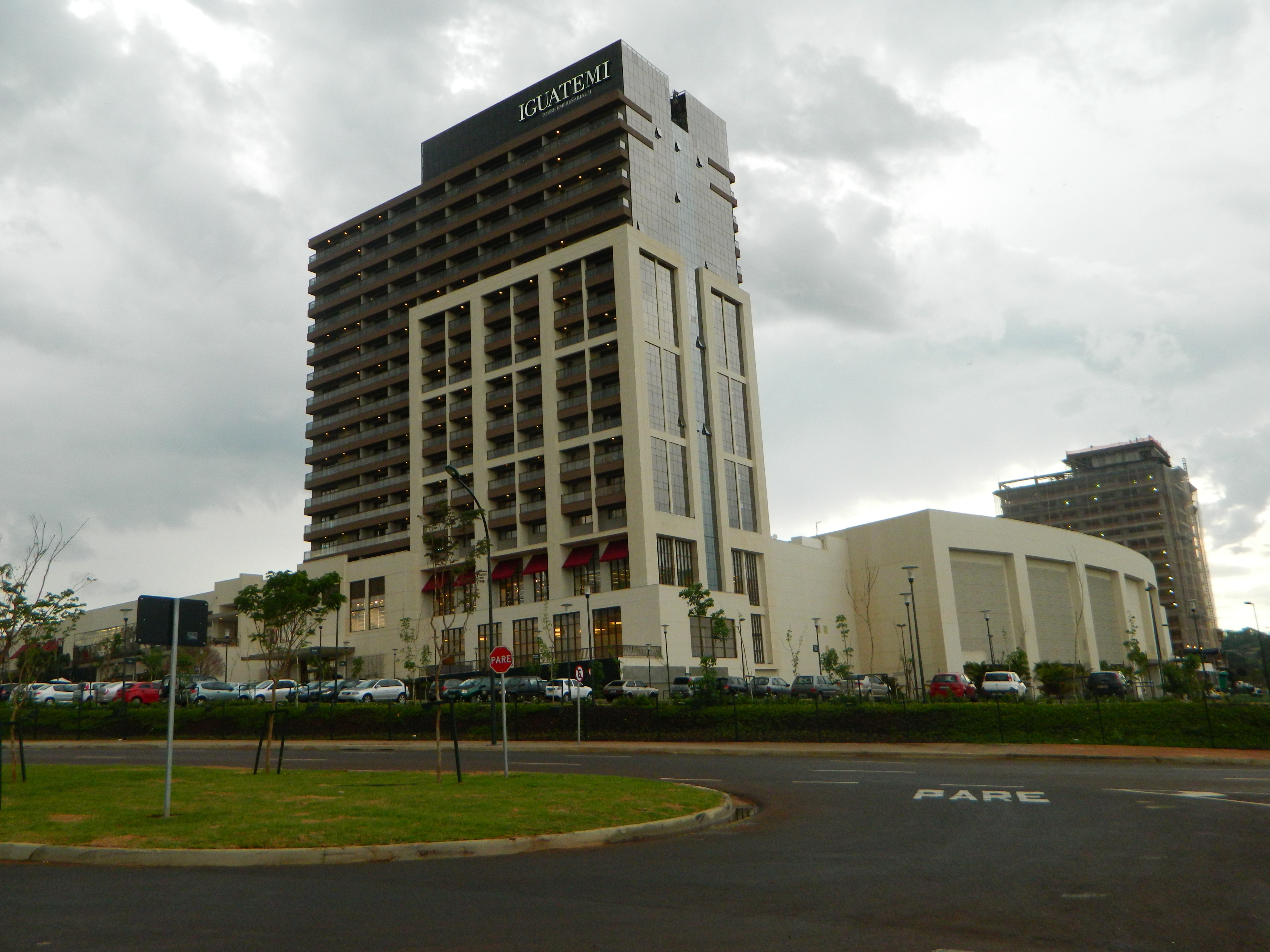
Iguatemi Shopping Ribeirão Preto.

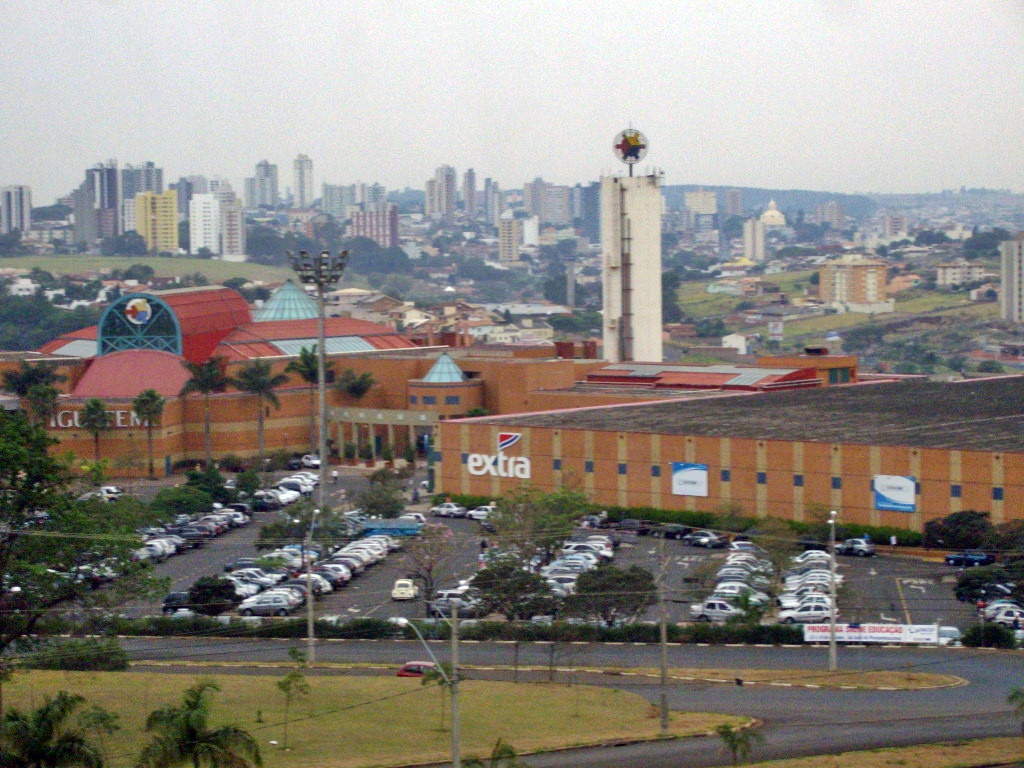
Iguatemi Shopping São Carlos-SP.

- Iguatemi São Paulo - Jardim Paulistano, São Paulo
- JK Iguatemi - Vila Olímpia, São Paulo
- Pátio Higienópolis - Higienópolis, São Paulo
- Market Place - Vila Cordeiro, São Paulo
- Iguatemi Alphaville - Alphaville, Barueri
- Iguatemi Campinas - Vila Brandina, Campinas
- Galleria Shopping - Jardim Nilópolis, Campinas
- Iguatemi São José do Rio Preto - São José do Rio Preto
- Iguatemi Ribeirão Preto - Ribeirão Preto
- Iguatemi Esplanada - Sorocaba/Votorantim

### Rio de Janeiro
- Rio Sul - Botafogo, Rio de Janeiro

### Ceará
- Iguatemi Bosque - Fortaleza

### Distrito Federal
- Iguatemi Brasília - Brasília

### Rio Grande do Sul
- Iguatemi Porto Alegre - Jardim Europa, Porto Alegre
- Praia de Belas Shopping Center - Praia de Belas, Porto Alegre
- I Fashion Outlet Novo Hamburgo - Novo Hamburgo

### Santa Catarina
- I Fashion Outlet Santa Catarina - Tijucas

## Empreendimentos anteriores
- Iguatemi São Carlos - São Carlos
- Iguatemi Florianópolis - Florianópolis; atualmente conhecido como Villa Romana Shopping.
- Iguatemi Rio - Vila Isabel, Rio de Janeiro; atualmente conhecido como Boulevard Shopping.
- Iguatemi Salvador - Salvador; atualmente conhecido como Shopping da Bahia.

### Outros empreendimentos
- Rádio Iguatemi Prime FM (extinta) (página redireciona para a página da rádio Estilo FM, que é a rádio que atualmente está no lugar da antiga rádio da Iguatemi).